# Талгарский тракт (Алма-Ата)
Талгарский тракт Р-17 — автомобильная дорога Алма-Ата—Талгар, продолжение улицы Халиуллина. Расположена в Талгарском районе Алматинской области. В 1858 году у выхода из горных ущелий Заилийского Алатау переселенцы из Западной Сибири основали станицы — Софийскую и Надеждинскую (ныне города Талгар и Есик). Для связи с городом Верный возникла гужевая дорога, которую назвали Верхнекульджинской или Талгарской. В первые годы советской власти дорога подверглась реконструкции и благоустраивалась. В 1928—1930 годы выполнены работы по созданию на отдельных участках гравийно-щебёночного шоссе и булыжной мостовой, открыто автобусное сообщение. В 1948 году Талгарский тракт асфальтирован. Талгарский тракт в советские годы связывал предприятия, перерабатывающие сельскохозяйственное сырьё, с источниками их производства. В города Талгар и Алма-Ата завозились овощи, фрукты и продукты животноводства, а в обратном потоке — промышленные товары, станки, оборудование, строительные материалы, сельскохозяйственные машины и механизмы. Среди пассажиров большой процент туристов, дачников, отдыхающих. Вдоль тракта расположены дома отдыха и сезонные пионерские лагеря.
Трафик 38 000 машин за сутки (2022 г.) .

## Памятные и мемориальные сооружения
История Талгарского тракта отражена в памятных и мемориальных сооружениях. На 11-м км на месте гибели в декабре 1917 года верненских большевиков А. П. Березовского и К. В. Овчарова установлено мемориальное сооружение. На 9-м км в память о вручении М. И. Калининым в октябре 1935 года колхозникам сельхозартели Социалды (позднее — колхоз им. М. И. Калинина, одно из крупнейших хозяйств Алматинской области, ныне село Туздыбастау) акта на вечное пользование землёй установлен бюст Калинину; у въезда в город Талгар в память красногвардейцев, погибших в борьбе за установление Советской власти в Семиречье, высится обелиск, по краям которого установлены пушки времён Первой мировой войны.